# Luzzu
Luzzu és una pel·lícula dramàtica maltesa del 2021 escrita i dirigida per Alex Camilleri. La pel·lícula és protagonitzada per Jesmark Scicluna, Michela Farrugia i David Scicluna. S'ha subtitulat al català.
Luzzu es va estrenar al Festival de Cinema de Sundance el 29 de gener de 2021 a la secció «World Cinema Dramatic Competition». Va ser seleccionada com a candidata maltesa a l'Oscar a la millor pel·lícula de parla no anglesa per als Premis Oscar de 2021.

## Argument
Un pescador maltès s'enfronta a una nova via d'aigua al Luzzu, el seu vaixell de fusta. La pesca dona poc més que per sobreviure i veu com el seu mitjà de vida i una tradició familiar de generacions estan en perill per la disminució de la feina, una indústria pesquera despiadada i un ecosistema estancat. Desesperat per a mantenir la seva esposa i el seu fill nounat, entra al món de la pesca clandestina.